# Новотарутинська сільська рада
Новотару́тинська сільська́ ра́да — адміністративно-територіальна одиниця та орган місцевого самоврядування в Тарутинському районі Одеської області. Адміністративний центр — село Нове Тарутине.

## Історія
Указом Президії Верховної Ради УРСР від 14.11.1945 перейменували населені пункти Новотарутинської сільради Бородінського району Ізмаїльської області: село Новий Кантемір — на село Зелена Долина, село Старий Кантемір — на село Підгірне.

## Загальні відомості
- Територія ради: 66,38 км²
- Населення ради: 1 170 осіб (станом на 2001 рік)

## Населені пункти
Сільській раді підпорядковані населені пункти:
- с. Нове Тарутине
- с. Булатівка
- с. Новоукраїнка
- с. Олексіївка
- с. Підгірне
- с. Плачинда

## Населення
Згідно з переписом УРСР 1989 року чисельність наявного населення сільської ради становила 1249 осіб, з яких 586 чоловіків та 663 жінки.
За переписом населення України 2001 року в сільській раді мешкали 1172 особи.

### Мова
Розподіл населення за рідною мовою за даними перепису 2001 року:
| Мова       | Відсоток |
| ---------- | -------- |
| українська | 50,00 %  |
| російська  | 19,49 %  |
| молдовська | 15,38 %  |
| болгарська | 13,59 %  |
| гагаузька  | 0,68 %   |
| білоруська | 0,26 %   |
| циганська  | 0,26 %   |
| інші       | 0,34 %   |

## Склад ради
Рада складається з 16 депутатів та голови.
- Голова ради: Бакарогло Юрій Миколайович

### Керівний склад попередніх скликань
| Прізвище, ім'я, по батькові | Основні відомості                                                                       | Дата обрання | Дата звільнення |
| --------------------------- | --------------------------------------------------------------------------------------- | ------------ | --------------- |
| Бакарогло Юрій Миколайович  | Сільський голова, 1964 року народження, освіта середня спеціальна, безпартійний         | 26.03.2006   | 31.10.2010      |
| Бакарогло Юрій Миколайович  | Сільський голова, 1964 року народження, освіта середня спеціальна, член Партії регіонів | 31.10.2010   |                 |

Примітка: таблиця складена за даними сайту Верховної Ради України

### Депутати
За результатами місцевих виборів 2010 року депутатами ради стали:

#### За суб'єктами висування
| Суб'єкт висування | Кількість обраних депутатів | %    |
| ----------------- | --------------------------- | ---- |
| Партія регіонів   | 15                          | 93,8 |
| Самовисування     | 1                           | 6,3  |

#### За округами
| № округу        | Прізвище, ім'я, по батькові  | Дата визнання обраним | Освіта  | Партійна приналежність | Відомості про обраного депутата                                                                            |
| --------------- | ---------------------------- | --------------------- | ------- | ---------------------- | --- |
| Партія регіонів |                              |                       |         |                        | |
| 1               | Бакарогло Валентина Іванівна | 04.11.2010            | вища    | позапартійна           | навчально-виховний комплекс «Загальноосвітня школа І-ІІ ст. — дошкільний заклад» с. Нове Тарутине, вчитель |
| 2               | Деде Олег Федорович          | 04.11.2010            | середня | позапартійний          | ЗАТ «Дружба», тракторист                                                                                   |
| 3               | Жуковський Роман Михайлович  | 04.11.2010            | вища    | член Партії регіонів   | Тарутинський район електричних мереж, електрик                                                             |
| 4               | Перванчук Валентина Петрівна | 04.11.2010            | вища    | позапартійна           | навчально-виховний комплекс «Загальноосвітня школа І-ІІ ст. — дошкільний заклад» с. Нове Тарутине, вчитель |
| 5               | Ващук Тетяна Григорівна      | 04.11.2010            | вища    | позапартійна           | навчально-виховний комплекс «Загальноосвітня школа І-ІІ ст. — дошкільний заклад» с. Нове Тарутине, вчитель |
| 6               | Кокош Андрій Іванович        | 04.11.2010            | вища    | позапартійний          | ЗАТ «Дружба», тракторист                                                                                   |
| 7               | Парчевський Василь Кирилович | 04.11.2010            | вища    | позапартійний          | приватний підприємець                                                                                      |
| 8               | Юстінов Іван Петрович        | 04.11.2010            | вища    | позапартійний          | ЗАТ «Дружба», заступник директора                                                                          |
| 9               | Повержук Юхимія Максимівна   | 04.11.2010            | вища    | позапартійна           | Новотарутинська сільська рада, секретар                                                                    |
| 10              | Дойжа Олег Васильович        | 04.11.2010            | середня | позапартійний          | тимчасово не працює                                                                                        |
| 11              | Рябой Леонід Сергійович      | 04.11.2010            | середня | позапартійний          | ЗАТ «Дружба», керуючий                                                                                     |
| 12              | Кузема Олександр Васильович  | 04.11.2010            | середня | позапартійний          | тимчасово не працює                                                                                        |
| 13              | Жигун Валерій Сергійович     | 04.11.2010            | середня | позапартійний          | ЗАТ «Дружба», робітник                                                                                     |
| 14              | Сланіна Оксана Федорівна     | 04.11.2010            | вища    | член Партії регіонів   | Новотарутинська сільська рада, землевпорядник                                                              |
| 15              | Захаров Сергій Іванович      | 04.11.2010            | вища    | член Партії регіонів   | навчально-виховний комплекс «Загальноосвітня школа І-ІІ ст. — дошкільний заклад» с. Нове Тарутине, водій   |
| Самовисування   |                              |                       |         |                        | |
| 16              | Марашлець Петро Степанович   | 04.11.2010            | вища    | позапартійний          | приватний підприємець                                                                                      |